# 古河和一郎

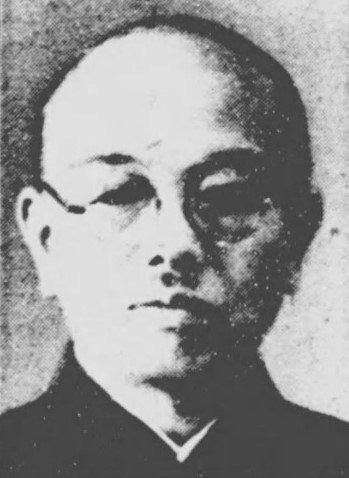
古河和一郎

古河 和一郎（ふるかわ わいちろう、1887年〈明治20年〉6月18日 - 1945年〈昭和20年〉7月9日）は、日本の計理士、政治家。衆議院議員（兵庫県第四区選出、当選2回）。

## 経歴
1887年、兵庫県生まれ。古河弥太郎の長男。1902年、家督を相続する。関西大学専門部法律科で学び、中退した。
税務署に務めた後、一ノ宮商業銀行大阪支店長に就任する。同銀行退職後は、大阪北浜で株仲買店を経営する。1927年、計理士を開業し、計理士会理事、大阪市、大阪府各計理士会長を務める。その他、日本連管工業社理事長を務めた。
1928年の第16回衆議院議員総選挙から1932年の第18回総選挙まで兵庫県第4区から立候補し続けたが落選続きで、1936年の第19回総選挙で立憲政友会公認で立候補して初当選した。
しかし、翌1937年の第20回総選挙で落選した。1942年の第21回総選挙では非推薦で当選した。翼賛政治会政調逓信、商工兼務委員を務めた。在職中の1945年に姫路市の自宅近くで戦災死した。

## 政策・主張

### 政見綱領
- 兵農両全主義の実現[7]
- 税制の改革による農村負担の軽減[7]
- 非常時下の特種産業への課税[7]
- 所得税、営業収益税及相続税法の根本的改革と税務署官制の改革により国民負担の均衡[7]
- 地方財政補整制度の確立と差当り年額5千700万円の支出の要求[7]
- 地方金融の円滑と低金利を徹底し国民負債の整理に全力を尽くすこと[7]
- 農を中心として治山治水と用排水耕地整理を断行し以て農作物の増収を計ること[7]

## 人物
住所は兵庫県姫路市五軒邸、大阪市東区淡路町2丁目。宗教は真宗。趣味は盆栽、仏像、刀剣で、書画骨董に対する趣味が深い。
1943年、紺綬褒章を賜う。性温友情に厚く、共存共栄の主論者として知られる。

## 家族・親族
古河家
- 父・彌太郎[8]
- 母・かし（1866年 - ?、兵庫、山下次作の三女）[6]
- 妹・かゑ（1896年 - ?）[8]
- 弟・和三次（1900年 - ?、分家する）[8]
- 妻・ひでこ（1888年 - ?、兵庫、田郷貫二の妹）[8]
- 男・太郎[8]（1922年 - 2005年[14]、東京医科歯科大学教授）
- 女・智恵子（1907年 - ?、歯科医）[8]